# Goryl zachodni
Goryl zachodni (Gorilla gorilla diechli) – podgatunek goryla nizinnego, ssaka z rodziny człowiekowatych (Hominidae).

## Występowanie
Nigeria, Kamerun, Republika Środkowoafrykańska, Gwinea Równikowa, Gabon, Kongo, Angola i zachodnie krańce Demokratycznej Republiki Konga.

## Zobacz też

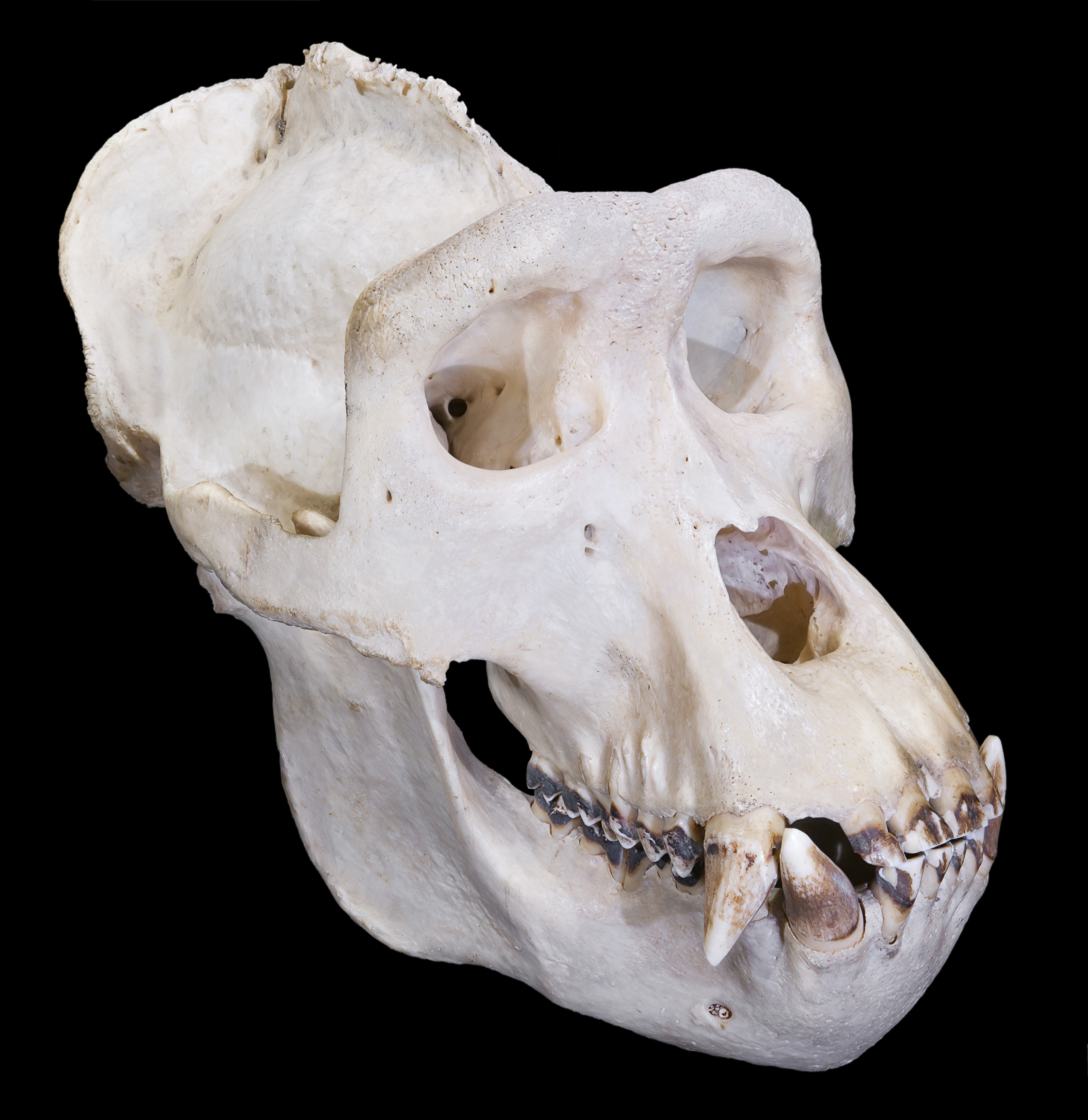
Czaszka samca